# István Sándor
István Sándor (Szolnok, 26. studenoga 1914. – Budimpešta, 8. lipnja 1953.), mađarski salezijanac, mučenik i blaženik.

## Životopis

### Mladost
Rođen je u prvoj godini Prvog svjetskog rata, 26. listopada 1914. u gradiću Szolnok u srednje-istočnom dijelu Mađarske. Kršten je bio 29. listopada u tamošnjoj franjevačkoj crkvi, u kojoj je ministrirao, primio prvu pričest i pohađao pripremu za svetu potvrdu. Otac Stjepan (István) Sándor radio je na željeznici, majka Marija (Mária rođena Fekete) odgajala je Stjepana i kasnije rođenu braću Ladislava (László) i Ivana (János) Pučku školu polazio je u Szolnoku od 1924. do 1928., srednju drvno-metalnu stručnu školu od 1928. do 1931. također u Szolnoku, gdje je izučio za metalovarioca i bakroljevača. Zatim je neko vrijeme radio kao običan radnik i željezostrugar.

### Djelovanje
Na početku 1936. otputovao je u Budimpeštu, da bi se osposobio za tiskara u salezijanskoj tiskarnici u obližnjem gradu Rákospalota. Kao pripravnik (aspirant) hitro se uključio u salezijanski odgojni rad s mladima, naročito s ministrantima. Za pola godine zamolio je za ulazak u novicijat, koji je završio 8. rujna 1940. s privremenim zavjetima.

### Drugi svjetski rat
Počeo je Drugi svjetski rat, a njime i razdoblje puno opasnosti. 1942. su salezijanska subraća-pomoćnici pozvani u vojsku – tako i on. Služio je kao vezist i telegrafist po raznim mjestima, među ostalim i u Vojvodini. Od tamo su ga poslali na Istočno bojište kod rijeke Don, gdje je u znak hrabrosti primio srebrnu medalju. Po tamošnjem porazu Sila Osovin njegova je jedinica počela povlačenje na zapad, gdje je konačno u Reichu pao 1944. u američko zarobljeništvo.

### Sovjetska okupacija
Ljeti 1945. vratio se kući i nastavio raditi kao pisar u salezijanskoj tiskarnici. Ujedno je u Rákospaloti 24. srpnja 1946. položio doživotne zavjete. Područje njegova djelovanja bio je Clarisseum, sjedište salezijanskog rada u novom dijelu Budimpešte zvanom Újpest, kamo su salezijanci primali školarce iz najsiromašnijih radničkih obitelji da bi im nudili stručnu, vjersku i ćudorednu naobrazbu.
U proljeće 1950. komunističke vlasti zabranile su djelovanje većini ženskih i muških katoličkih redova, među ostalima i salezijancima. Stjepan je našao posao u župi kao sakristan – te je još i dalje odgajao mlade u don Boscovu duhu. Priređivao je igre, izlete i sastanke te ih poučavao vjeronauk. Kad je tajna policija saznala već u veljači 1951. za njegovu vjersku djelatnost, počeli su ga pratiti i nadzirati. Jedan od njegovih dobronamjernih povjerenika o tome ga je obavijestio; salezijansko vodstvo i prijatelji nudili su mu priliku, da se skloni u inozemstvo. Krivotvorenom putovnicom već se je bližio zapadnoj granici, kad se iznenada predomislio. Odlučio je radije pretrpiti smrt kao mučenik, nego ostaviti povjerenu mu mladež.
Vratio se u Budimpeštu; da bi izbjegao zatvor, počeo je raditi pod izmišljenim imenom kao István Kiss u tvornici Persil (Persil Művek) te neprijavljen živio u stanu svog suredovnika Tibora Dániela. Zbog blagotvornog odgojnog utjecaja na svoju okolinu dobio je od vodstva tvornice „priznanje narodnog odgojitelja”. Dana, 28. srpnja 1952. zatvorili su ga zajedno s kolegama, među kojima su bili također visoki članovi Komunističke partije. U zatvoru su ga zlostavljali i više puta pretukli; on je ipak ostao vjeran Bogu te se nije odrekao salezijanskog zvanja i katoličke vjere. Konačno je 23. ožujka 1953. osuđen na temelju lažnih optužbi te silom iznuđenih priznanja zajedno s dvojicom kolega na smrt vješanjem – dok su ostali dobili dugogodišnju, također doživotnu robiju. Namješteno suđenje poznato je kao »parnica partijske straže« (pártőrség pere).

## Smrt i štovanje
Stjepanovu molbu za pomilovanjem vlast je odbacila te izvršila presudu 8. lipnja 1953. Najvjerojatnije su njegov leš bacili u zajednički grob na Novom javnom groblju u Rákoskeresztúru, na parceli 301 u istočnom dijelu Budimpešte. Stjepanovu smrtnu presudu na montiranom procesu nakon demokratskih promjena i povlačenju Sovjeta iz Mađarske 1989 poništio je sud u Budimpešti 1994. te ga posmrtno rehabilitirao. 1999 je dobio postumno državno odlikovanje za hrabrost i odgojne zasluge.

### Beatifikacija
Katolička Crkva smatra Stjepana Sándora mučenikom, jer je pretrpio smrt zbog vjernosti Bogu i svome poslanju. Dne 24. svibnja 2006. počeo je biskupijski postupak za beatifikaciju, koji je završen 10. prosinca 2007. Dokumenti su 2008. poslani u Rim, gdje je nastavljen postupak Kongregacija za kauze svetaca. Papa Franjo potpisao je 27. ožujka 2013. dekret o beatifikaciji.
Proglašenje blaženim dogodilo se u subotu 19. listopada 2013. u Budimpešti. Papinim ovlaštenjem ga je pribrojio blaženima prefekt Kongregacije za kauze svetaca, kardinal salezijanac Angelo Amato; misu je vodio i propovijedao mađarski primas i kardinal Péter Erdő na ravnjaku ispred bazilike svetoga Stjepana kralja u Budimpešti. Suslavilo je s njime oko 40 biskupa i 300 svećenika; vjernici su ispunili cijeli trg ispred bazilike, koji može primiti oko 10 000 ljudi.
Za vrijeme propovijedi papin izaslanik je o novom blaženiku rekao i ovo:
»Današnja beatifikacija salezijanskog redovnika, čije ime podsjeća na prvog kršćanskog mučenika, je dar Trojednom Bogu, mađarskom narodu, salezijanskoj družbi i čitavoj Crkvi. Mučenici svijetle kao zvijezde na tamnom nebu, da rasvjetljavaju putove ljubavi, kao i putove razumijevanja i uzajamnog poštovanja u suočavanju s ljudskom zloćom. Ako vjerski progon stvara među ljudima provaliju, mučenici grade svojim žrtvama i bratstvom, praštanjem i prihvaćanjem mostove. Baština mučenika je ljubav, dar koji potiče od Boga u naša srca preko krštenja. Blaženi István Sándor šalje dakle salezijancima trostruku poruku:
Prvo, poziva vas, da budete pravi don Boscovi sinovi, koji ustraju vjerni posvećenom životu pridržavajući se radosti, radinosti i zajedničkog života. O Stjepanu smijemo kazati, da je volio knjige, oltar i oratorij. 
Druga njegova poruka je želja po odgoju. Blaženi Stjepan je bio vjeran salezijanskoj karizmi, a ujedno visoko stručno izvježbani štampar te učitelj kršćanskog života. Njegovi đaci se s divljenjem sjećaju njegovih evanđeoskih poticaja i smjernica. Bio je uvjeren, da mladi tiskarski šegrti trebaju duhovni odgoj i vodstvo. Pomagao im je u korisnom provođenju rada i slobodnog vremena. Neumorno je priređivao igre. Vodio je grupu od pedesetak tiskarskih pripravnika, koji su se ugledavši se na njega pripremali za salezijansko zvanje. 
Treća poruka je mučeništvo. Za kršćanina znači mučeništvo najviši stupanj svjedočanstva, otkrivenje ufanja i ljubavi. Redovnike salezijance novi blaženik podsjeća, da je Bogu posvećeni život jedno pravo, beskrvno mučeništvo, koje se ostvaruje dan na dan u vjernosti evanđelju i salezijanskoj karizmi. 
Junaštvo se ne može potvoriti. Među svjedočanstvima u svetačkom postupku ih ima nekoliko, koja to potvrđuju. Stjepan je jednom spasio od sigurne smrti teško povrijeđenog momka, koji je upao pod kotače tramvaja. Stjepan je skinuo kaput te mu zaustavio krvarenje. Drugom zgodom je roditeljima obećao, da će dati svoju krv, ako može time spasiti život njihovom dječaku, koji je bolovao za tifusom. Za vrijeme komunističke diktature su ga zatvorili, mučili, optužili lažno za zločine, kojih nije nikada počinio, te ga najzad osudili na smrt i pogubili. Blaženi Stjepan je ostao postojan u vjeri. Radije je izabrao smrt, nego da bi se sklonio na sigurno u inostranstvo, ili da bi zatajio svoje redovničko zvanje. Stjepan Sándor je primjer čovjeka, koji je čvrstim duhom prihvatio životne kušnje, bez da bi igdje posrnuo. On nam daje primjer, kako je važan odgoj mladih u jednom svijetu, u kojem država prezire vrijednosti kao što su život, ljubav, radinost, praštanje i bratstvo.«
- Večernja u Bazilici sv. Stjepana za Božji blagoslov i mir među narodima
- Vokalno-instrumentalni Daunerov zbor[9] pjeva i svira kod večernje 18. listopada 2013
- Don Paskal Chávez, vrhovni poglavar salezijanaca je došao iz Rima
- Don Paskal Chávez u pratnji indijskog salezijanca u Budimpešti na svečanosti
- Zakrivena slika blaženoga Stjepana Sándora na pročelju Bazilike
- Narod je ispunio trg pred Bazilikom sv. Stjepana u Budimpešti
- Katolički svećenici za vrijeme pripreme na svečanu beatifikaciju

## Poveznice
- Miroslav Bulešić
- Szilárd Bogdánffy
- Francesco Bonifacio
- Lojze Grozde
- József Mindszenty
- Ivan Scheffler
- Sveci
- Crna knjiga komunizma

## Vanjske poveznice
- Salezijanac István Sándor – novi blaženik
- Honlapot indítottak Sándor István szalézi szerzetesről (Otvorena internetna stranica o salezijanskom redovniku Stjepanu Sándoru)(mađ.)
- Kiállítások, színielődások előzik meg Sándor István boldoggá avatását (Pred proglašenjem za blaženog možete posjetiti izložbu o Istvánu Sándoru)(mađ.)
- Szolnokon is készülnek Sándor István boldoggá avatásának kihirdetése (I u Szolnoku se pripravljaju na proglašenje Stjepana Sándora blaženim)(mađ.)
- A pápa engedélyezte Sándor István vértanúságáról szóló dekrétum kihirdetését (Papa Franjo je dozvolio proglasiti dekret o mučeništvu I. S.) (mađ.)
- Körutat neveznek el Sándor István vértanúról Szolnokon (Po Stjepanu Sándoru će dobiti ime obvoznica u Solnoku) (mađ.)
- Idézetek Sándor István leveleiből Sándor István szalézi testvér emlékére (Misli iz pisama Stjepana Sándora; Molba za početak postupka za beatifikaciju Stjepana Sándora; Uspomene na salezijanskog subrata Stjepana Sándora.) (mađ.)